# Роберт Ріклефс
Доктор Роберт Ерік Ріклефс (англ. Robert Eric Ricklefs; нар. 6 червня 1943) — американський орнітолог та еколог. Він є професором кураторів біології в Університеті Міссурі, Сент-Луїс.

## Освіта
Народився в 1943 році, отримав бакалавра наук у Стенфордському університеті в 1963 році і доктора філософії Університету Пенсільванії в 1967 році. Він закінчив рік в якості докторанта в Смітсонівському інституті тропічних досліджень, перш ніж обійняти посаду викладача в Університеті Пенсільванії. Він був одержувачем 1982 року Меморіальної премії Вільяма Брустера, профспілки американських орнітологів, найпрестижнішої нагороди профспілки, яку присуджують щорічно за виняткову роботу над птахами Західної півкулі. 2003 року він здобув нагороду Тихоокеанської групи морських птахів за життєві досягнення за свою роботу щодо зростання та розвитку морських птахів. Він був нагороджений орнітологічним товариством Вільсона у 2003 році медаллю «Маргарет Морз». У 2006 був лауреатом премії Лоє та Олдена Міллера орнітологічного товариства Купера, яку присуджують як визнання життєвих досягнень в галузі орнітологічних досліджень.

## Дослідження
Протягом своєї кар'єри він зробив великий внесок у біогеографію острова, зокрема у тестування концепції циклу таксонів Едварда Осборна Вілсона. У його найбільш цитованій науковій роботі розглянуто екологічні спільноти. Нещодавня робота спрямована на масштабування концепції екологічної спільноти. Вперше його підручник «Екологія» був опублікований у 1973 р. Він також опублікував підручник «Економіка природи».

## Нагороди
- 2009: Доктор Ріклефс був призначений членом Національної академії наук 28 квітня 2009 р.[10][11]
- 2015: Премія Рамона Маргалефа з екології[en].[12]
- 2018: Почесний ступінь Чиказького університету.[13]

## Кар'єра
- Асистент професора[en] кафедри біології Пенсильванського університету, 1968—1972
- Асоційований професор кафедри біології Пенсильванського університету, 1972—1978
- Професор кафедри біології, Університет Пенсильванії, 1978—1995
- Професор-куратор кафедри біології Університету Міссурі-Сент. Луї, з 1995.[14]